# Equação de Euler-Cauchy
Em matemática, uma equação de Euler-Cauchy, ou equação de Cauchy-Euler, ou simplesmente a equação de Euler é uma equação diferencial ordinária linear homogênea com coeficientes variáveis. Às vezes é chamada de equação equidimensional. Devido à sua estrutura equidimensional particularmente simples, a equação diferencial pode ser resolvida explicitamente.

## A equação
A equação de Euler-Cauchy pode ser expressa como
{\displaystyle a_{n}\,x^{n}{d^{n}y \over dx^{n}}+a_{n-1}\,x^{n-1}{d^{n-1}y \over dx^{n-1}}+...+a_{1}\,x{dy \over dx}+a_{0}\,y=g(x).}
A substituição {\displaystyle x=e^{u}} (isto é, {\displaystyle u=\ln(x)}; para {\displaystyle x<0}, podemos substituir {\displaystyle x} por {\displaystyle |x|}, que estende o domínio da solução para {\displaystyle R_{0}}) pode ser usada para reduzir esta equação a uma equação diferencial linear com coeficientes constantes. Alternativamente, a solução experimental {\displaystyle y=x^{m}} pode ser usado para resolver diretamente as soluções básicas.
Uma das características desse tipo de equação é que o grau {\displaystyle k=n,\,n-1,...,1,0} dos coeficientes {\displaystyle x^{k}} corresponde a ordem {\displaystyle k} da diferencial {\displaystyle d^{k}y \over dx^{k}}.

## Equação de Euler-Cauchy de segunda ordem
Realizaremos uma análise detalhada da forma da solução geral da equação de segunda ordem homogênea
{\displaystyle ax^{2}\,{d^{2}y \over dx^{2}}+bx{dy \over dx}+cy=0(1)}
A solução de equações de ordem superior é análoga. Também podemos resolver a equação não homogênea {\displaystyle ax^{2}y''+bxy'+cy=g(x)} pelo método da variação de parâmetros, uma vez que houvermos determinado a {\displaystyle y_{p}} particular.
Nota: O coeficiente {\displaystyle ax^{2}} de {\displaystyle y''} é zero em {\displaystyle x=0}. Portanto concentraremos nossa atenção em encontrar as soluções gerais definidas no intervalo {\displaystyle (0,\infty )}. Soluções no intervalo {\displaystyle (-\infty ,0)} podem ser obtidas fazendo a substituição {\displaystyle t=-x} na equação diferencial.

## Solução da equação homogênea de segunda ordem
Vamos tentar uma solução da forma {\displaystyle y=x^{m}}, onde {\displaystyle m} será determinado. Analogamente com o que acontece quando substituímos {\displaystyle e^{mx}} equação linear com coeficientes constantes, quando substituímos {\displaystyle x^{m}}, cada termo da equação de Euler-Cauchy se transforma em um polinômio em {\displaystyle m} vezes {\displaystyle x^{m}}, como
{\displaystyle a_{k}x^{k}{dk^{y} \over dx^{k}}=a_{k}x^{k}m(m-1)(m-2)...(m-k+1)x^{m-k}=a_{k}m(m-1)(m-2)...(m-k+1)x^{m}}
Por exemplo, quando substituímos {\displaystyle y=x^{m}}, a equação de segunda ordem se torna
{\displaystyle ax^{2}{d^{2}y \over dx^{2}}+bx{dy \over dx}+cy=am(m-1)x^{m}+bmx^{m}+cx^{m}=[am(m-1)+bm+c]x^{m}}
Logo {\displaystyle y=x^{m}} é uma solução da equação diferencial sempre que {\displaystyle m} é solução da equação auxiliar
{\displaystyle am(m-1)+bm+c=0} ou {\displaystyle am^{2}+(b-a)m+c=0} {\displaystyle (2)}
Existem três casos diferentes para serem considerados, dependendo se as raízes dessa equação quadrática são reais e distintas, reais e iguais, ou complexas. No último caso as raízes aparecem como um par conjugado.

### Caso 1: raízes reais e distintas
Sejam {\displaystyle m_{1}} e {\displaystyle m_{2}} as raízes reais e distintas de {\displaystyle (2)} tal que {\displaystyle m_{1}\neq m_{2}}. Então {\displaystyle y_{1}=x^{m_{1}}} e {\displaystyle y_{2}=x^{m_{2}}} formam um conjunto fundamental de soluções. Portanto a solução geral é dada por
{\displaystyle y=C_{1}x^{m_{1}}+C_{2}x^{m_{2}}.}

### Caso 2:  raízes reais e iguais
Se as raízes de {\displaystyle (2)} são iguais ({\displaystyle m_{1}=m_{2}}) então conhecemos apenas uma solução, {\displaystyle y_{1}=t^{m_{1}}}, da equação de Euler-Cauchy. Aplicamos, então, o Método de d'Alambert para descobrir uma segunda solução {\displaystyle y_{2}} linearmente independente de {\displaystyle y_{1}}. Procuramos {\displaystyle y_{2}} da forma {\displaystyle y_{2}=vy_{1}}. Substituindo em {\displaystyle (1)}, temos:
{\displaystyle t^{2}(v''y_{1}+2v'y_{1}'+vy_{1}'')+at(v'y_{1}+vy_{1}')+bvy_{1}=0.}
Agrupando os termos, obtemos:
{\displaystyle t^{2}y_{1}v''+(2t^{2}y_{1}'+aty_{1})v'+(t^{2}y_{1}''+aty_{1}'+by_{1})v=0}
Mas como o argumento de {\displaystyle v} é a própria equação de segunda ordem de Euler-Cauchy e sabemos que a mesma é igual a zero, temos:
{\displaystyle t^{m_{1}+2}v''+(2m_{1}t^{m_{1}+1}+at^{m_{1}+1})v'=0}
Simplificando:
{\displaystyle tv''+(2m_{1}+a)v'=0.} {\displaystyle (3)}
Note que a equação {\displaystyle (2)} se reescreve como {\displaystyle m^{2}+(a-1)m+b=0}. Portanto, se ela tem raiz dupla é porque {\displaystyle (a-1)^{2}-4b=0}. Neste caso, a raiz dupla é
{\displaystyle m_{1}=m_{2}={1-a \over 2}.}
Portanto, {\displaystyle 2m_{1}+a=1.} Substituindo em {\displaystyle (3)}, obtemos:
{\displaystyle tv''+v'=0,}
que é redutível à primeira ordem. Considerando {\displaystyle z=v'} obtemos
{\displaystyle t\,{dz \over dt}+z=0}
Separando as variáveis, temos
{\displaystyle {dz \over z}={-dt \over t}}
Integrando e escolhendo a constante de integração como sendo {\displaystyle 0}, encontramos {\displaystyle \ln z=-\ln t}, de onde segue
{\displaystyle v'=z=t^{-1}}
Integrando mais uma vez, segue que {\displaystyle v=\ln t} e, portanto
{\displaystyle y_{2}=t^{m_{1}}\ln t}
Conclusão: se a equação algébrica {\displaystyle (2)} tem raiz real dupla {\displaystyle m_{1}=m_{2}}, duas soluções linearmente independentes para a equação de Euler-Cauchy de segunda ordem são:
{\displaystyle y_{1}=t^{m_{1}}} e {\displaystyle y_{2}=t^{m_{1}}\ln t}.

### Caso 3: raízes complexas conjugadas
Se as raízes de {\displaystyle (2)} são o par conjugado {\displaystyle m_{1}=\alpha +i\beta ,\,\,m_{2}=\alpha -i\beta }, onde {\displaystyle \alpha } e {\displaystyle \beta } {\displaystyle >0} são reais, então uma solução é
{\displaystyle y=C_{1}x^{\alpha +i\beta }+C_{2}x^{\alpha -i\beta }.}
Mas quando as raízes da equação auxiliar são complexas, como no caso de equações com coeficientes constantes, queremos escrever a solução apenas em termos de funções reais. Para tal, usamos a identidade a seguir:
{\displaystyle x^{i\beta }=(e^{\ln x})^{i\beta }=e^{i\beta \ln x},}
que, pela Fórmula de Euler, é o mesmo que
{\displaystyle x^{i\beta }=\cos(\beta \ln x)+i\operatorname {sen} {\beta \ln x}.}
Similarmente,
{\displaystyle x^{-i\beta }=\cos(\beta \ln x)-i\operatorname {sen} {\beta \ln x}.}
Somando e subtraindo os últimos dois resultados temos
{\displaystyle x^{i\beta }+x^{-i\beta }=2\cos(\beta \ln x)} e {\displaystyle x^{i\beta }-x^{i\beta }=2i\operatorname {sen}(\beta \ln x),} respectivamente.
A partir do fato de que {\displaystyle y=C_{1}x^{\alpha +i\beta }+C_{2}x^{\alpha -i\beta }} é uma solução para qualquer valor que as constantes assumirem, vemos, por sua vez, para {\displaystyle C_{1}=C_{2}=1} e {\displaystyle C_{1}=1,\,C_{2}=-1} que
{\displaystyle y_{1}=x^{\alpha }(x^{i\beta }+x^{-i\beta })} e {\displaystyle y_{2}=x^{\alpha }(x^{i\beta }-x^{-i\beta })}
ou
{\displaystyle y_{1}=2x^{\alpha }\cos(\beta \ln x)} e {\displaystyle y_{2}=2ix^{\alpha }\operatorname {sen}(\beta \ln x)}
também são soluções. Já que {\displaystyle W(x^{\alpha }\cos(\beta \ln x),x^{\alpha }\operatorname {sen}(\beta \ln x))=\beta x^{2\alpha -1}\neq 0,\,\,\beta >0} no intervalo {\displaystyle (0,\infty )}, concluímos que
{\displaystyle y_{1}=x^{\alpha }\cos(\beta \ln x)} e {\displaystyle y_{2}=x^{\alpha }\operatorname {sen}(\beta \ln x)}
constituem um conjunto fundamental de soluções da equação diferencial. Portanto a solução geral é
{\displaystyle y=x^{\alpha }[C_{1}\cos(\beta \ln x)+C_{2}\operatorname {sen}(\beta \ln x)].}